# Rdzeń przedłużony

Części tyłomózgowia:
1 Wędzidełko zasłony rdzeniowej dolnej
2 Splot naczyniówkowy
3 Zbiornik móżdżkowo-rdzeniowy
4 Kanał centralny
5 Pokrywa śródmózgowia
6 Konar mózgu
7 Wędzidełko zasłony rdzeniowej górnej
8 Wyściółka komory czwartej
9 Zbiornik mostowy

Rdzeń przedłużony (łac. medulla oblongata) – część mózgowia (dokładniej tyłomózgowia), łącząca rdzeń kręgowy z mostem. Ma kształt ściętego stożka. Skupione są w nim ośrodki nerwowe odpowiedzialne za funkcje odruchowe (mimowolne): ośrodek oddechowy, ośrodek ruchowy, ośrodek naczynioruchowy, ośrodek sercowy, ośrodek ssania, ośrodek żucia, ośrodek połykania, a także ośrodki odpowiedzialne za: wymioty, kichanie, kaszel, ziewanie, wydzielanie potu.
Uszkodzenie rdzenia przedłużonego niesie ze sobą poważne zagrożenie życia, ze względu na lokalizacje ważnych życiowych ośrodków  odruchowych, powoduje również paraliż od oczu w dół.

## Budowa zewnętrzna
Po przejściu przez otwór wielki czaszki rdzeń kręgowy przechodzi w rdzeń przedłużony, który leży w okolicy podstawnej kości potylicznej i jest przykryty przez półkule móżdżku. W dolnej części rdzenia przedłużonego jest umiejscowiony kanał centralny, będący kontynuacją kanału centralnego rdzenia kręgowego. Kanał centralny rdzenia przedłużonego w górnej części przechodzi w dno komory czwartej mózgowia. Na powierzchni brzusznej widoczne są piramidy zawierające drogi piramidowe, które są od siebie oddzielone przez szczelinę pośrodkową przednią, w najniższej części szczelina ta zaciera się w miejscu, gdzie krzyżują się włókna dróg piramidowych tworząc skrzyżowanie piramid. Po bokach piramid znajdują się owalne uwypuklenia – oliwki. 
Na powierzchni grzbietowej znajduje się bruzda pośrodkowa tylna, po bokach której biegną: przyśrodkowo – pęczek smukły, oraz bocznie – pęczek klinowaty kończące się guzkami smukłym i klinowatym, w których znajdują się jądra smukłe i klinowate.

## Budowa wewnętrzna
Rdzeń przedłużony ma dwa odcinki: podoliwkowy (mniejszy, dolny odcinek), oraz oliwkowy. Nazwa tych odcinków pochodzi od jądra dolnego oliwki.
Odcinek podoliwkowy to obszar przejściowy pomiędzy rdzeniem kręgowym a odcinkiem oliwkowym. W części dolnej odcinka podoliwkowego znajdują się trzy pary pasów sznurów istoty białej: przednie, boczne i tylne. Przed istotą szarą środkową ulokowane jest skrzyżowanie piramid. Odcinek oliwkowy ma odrębną budowę w porównaniu z rdzeniem przedłużonym.
Wewnątrz rdzenia przedłużonego istota szara jest nieregularnie rozmieszczona. W przekroju poprzecznym można wyróżnić część brzuszną, która zawiera w sobie drogi rozpoczynające się w korze mózgowej oraz grzbietową, w której znajduje się twór siatkowaty oraz jądra istoty szarej. W części tylnej rdzenia przedłużonego znajdują się jądra smukłe i klinowate, w których kończą się włókna czuciowe pęczków smukłego i klinowatego. Włókna te tworzą wstęgę przyśrodkową, a ona z kolei w dolnej swej części krzyżuje się tworząc skrzyżowanie wstęg. W rdzeniu przedłużonym mieszczą się jądra nerwów czaszkowych czuciowych V, VII, IX, X, VIII, ruchowe IX, X, XII oraz autonomiczne jądro ślinowe dolne nerwu IX.